# Communauté de communes de l'Ouest de la Plaine de France
La Communauté de communes de l'Ouest de la Plaine de France est une ancienne communauté de communes française, située dans le département du Val-d'Oise et la région Île-de-France.

## Histoire
La communauté de communes de l’ouest de la plaine de France (CCOPF) est créée le 10 décembre 2001. 
Elle fusionne au 1er janvier 2016 avec la communauté d'agglomération de la vallée de Montmorency pour former la communauté d'agglomération Plaine Vallée, qui comprend également les communes de Montlignon et Saint-Prix.

## Composition
La communauté regroupait 7 communes en 2015 :
| Nom                    | Code Insee | Gentilé        | Superficie (km2) | Population (dernière pop. légale) | Densité (hab./km2) |
| ---------------------- | ---------- | -------------- | ---------------- | --------------------------------- | ------------------ |
| Domont (siège)         | 95199      | Domontois      | 8,33             | 15 240 (2014)                     | 1 830              |
| Attainville            | 95028      | Attainvillois  | 7,16             | 1 788 (2014)                      | 250                |
| Saint-Brice-sous-Forêt | 95539      | Saint-Briciens | 6,00             | 14 795 (2014)                     | 2 466              |
| Ézanville              | 95229      | Ézanvillois    | 5,19             | 9 561 (2014)                      | 1 842              |
| Bouffémont             | 95091      | Bouffémontois  | 4,51             | 6 177 (2014)                      | 1 370              |
| Moisselles             | 95409      | Moissellois    | 1,46             | 1 431 (2014)                      | 980                |
| Piscop                 | 95489      | Piscopiens     | 4,08             | 726 (2014)                        | 178                |

## Administration

### Siège
La communauté de communes avait son siège à Domont.

### Liste des présidents
| Période | Période       | Identité         | Étiquette | Qualité |
| ------- | ------------- | ---------------- | --------- | ------- |
| 2001    | ?             | Jérôme Chartier  |           |         |
| ?       | décembre 2015 | Christian Lagier |           |         |